# Geppo il folle (film)
Geppo il folle è un film del 1978 diretto da Adriano Celentano.

## Trama
Geppo, un cantante di successo, idolatrato in Italia e famoso anche in Europa, vuole sfondare in America dove vive il suo idolo, Barbra Streisand, l'unica in tutto il mondo che considera alla sua altezza. Non sapendo l'inglese, si rivolge a Gilda, un'avvenente insegnante di una classe femminile, che pare essere l'unica a resistergli, perché ogni volta che Geppo si presenta in aula, le studentesse cadono letteralmente ai suoi piedi.
Nel frattempo si attira le antipatie di tre giovani che tentano di ammazzarlo. In un primo momento sembrerebbero farcela ma Geppo sopravvive e inizia a "predicare", tenendo addirittura una specie di discorso su una montagna, che nessuno segue, se non quando inizia a cantare, mandando tutti in delirio.
Geppo conquista anche l'amore di Gilda, la quale, avendo in realtà  sempre provato qualcosa per lui, gli impone di rimanere con lei e di non andare in America. Geppo invece decide di affrontare il viaggio e, mentre i fotografi lo immortalano sulla scaletta dell'aereo in procinto di partire, afferra fra le sue braccia una hostess e la bacia, mostrando così di mettere il successo sopra ogni altra cosa.

## Produzione
Adriano Celentano aveva idea di realizzare Geppo il folle fin dal 1969, quando annunciò che era in fase di scrittura la sceneggiatura di Castellano e Pipolo. Nel settembre del 1970 si sarebbe dovuto recare a Marsiglia per iniziare le riprese. Tuttavia, come è noto, il film vide la luce solamente nel 1978.
Nella scena in cui Geppo si esibisce allo stadio (che è quello di Novara), le comparse, tutte fan di Celentano, hanno pagato di tasca propria per assistere all'esibizione del Molleggiato, e quindi per apparire nella pellicola. In un'altra scena si vede Geppo esibirsi in un concerto a Brescia.
Nella pellicola appaiono alcuni personaggi del mondo musicale nella parte di se stessi: tra questi Alberto Carisch e Domenico Seren Gay, che cercano di convincere Geppo a cantare una canzone delle edizioni musicali di Carisch, con il testo scritto da Serengay.

## Colonna sonora
Il brano portante Geppo è una chiara e ben riuscita rivisitazione di Stayin' Alive dei Bee Gees.

## Edizioni home video
Come nel caso di Yuppi Du, il film non è mai stato distribuito in videocassetta in Italia. Esistono edizioni estere in lingua italiana della Cinelux, Mvp, Avm. L'edizione TV, invece, è stata tagliata di una ventina di minuti e parzialmente rimontata. Il 6 gennaio 2015 è andato in onda su Sky Cinema in edizione restaurata e rimasterizzata.